# Herada
Herada es una localidad española del municipio de Soba, perteneciente a la comunidad autónoma de Cantabria.

## Toponimia
El lugar puede aparecer referido con las grafías «Herada» y «Erada».

## Geografía
La localidad se encuentra a 599 m s. n. m. y a 9,7 kilómetros de la capital municipal, Veguilla.

## Historia
Hacia mediados del siglo XIX, el lugar, ya por entonces perteneciente a Soba, tenía contabilizada una población de 165 habitantes. Aparece descrito en el séptimo volumen del Diccionario geográfico-estadístico-histórico de España y sus posesiones de Ultramar de Pascual Madoz con las siguientes palabras:

ERADA ó HERADA, segun algunos: l. en la prov. y dióc. de Santander, part. jud. de Ramales, aud. terr. y c. g. de Burgos, ayunt. del valle de Soba. sit. en la parte E. de dicho valle, se compone de 3 barrios, llamados Erada, Cagiguera y Valuera; el primero está colocado sobre el lomo de la elevada sierra que corre de S. á O., y forma por aquella parte el antemural del valle, con dos profundos barrancos en iguales direcciones: tiene 15 casas, y es muy frio por lo mucho que le combaten todos los vientos; el segundo se halla en la vertiente O. de la sierra, con 7 casas y temperatura mas benigna que aquel, del que dista medio cuarto de leg.; y el último puesto en la falda oriental de dicha montaña junto al camino real de Castilla á Laredo, consta de 8 casas, y goza de una temperatura buena, aunque algun tanto húmeda. Hay escuela de primeras letras, frecuentada por 30 niños que satisfacen al maestro media fan. de trigo ó maiz cada uno: una casa que sirvió de fuerte durante la última guerra civil; es un edificio cuadrilátero de fuerte construccion, fortificado con aspilleras y unos pequeños espaldones levantados cuando la bajada del ejército constitucional á Ramales: 2 fuentes de buenas aguas, aunque no muy abundantes, y 2 igl., una parr. (San Martin, obispo), sevida por un cura de ingreso y presentacion del diocesano, y otra en el barrio de la Cagiguera, anejo de aquella, con un beneficiado. Confina N. La Nestosa; E. Carranza; S. Prado, y O. Fresnedo. En la carretera de que se hizo mérito, se encuentran 3 ventas, tituladas de Landias, La Mogoza y Valuera; la primera pertenece al pueblo, y las dos últimas á particulares que tienen el privilegio esclusivo de vender vino sin pagar derecho alguno. El terreno es de mediana calidad la mayor parte montuoso, y le fertilizan las aguas del r. La Calera y el arroyo Rio-picote. prod. trigo, maiz y pastos: cria ganado lanar, cabrio, vacuno y yeguar y alguna caza y pesca. ind.: un molino harinero. pobl.: 39 vec. y 165 almas. contr.: con el ayunt.
(Madoz, 1847, p. 496)

En 2023, la entidad singular de población tenía empadronados 75 habitantes y el núcleo de población, también 75.